# معالجة متواصلة
المعالجة المتواصلة هي الطريقة المستخدمة حالياً لإنتاج حمض الكبريتيك بتراكيز عالية لاستخدامه في الصناعة، ويستخدم البلاتين كَعامل مساعد ( محفّز) لتسريع هذا التفاعل، لكن الآن أصبح أُكسيد الفاناديوم هو المُستخدم، وذلك لأن البلاتين قابل للتفاعل مع شوائب الزرنيخ الموجودة في الكبريت الخام والمفضل استخدامه حاليا هو خامس أكسيد الفاناديوم.
حصل تاجر الخلّ البريطاني Peregrine Phillips على براءة الاختراع لهذه الطريقة في عام 1831، واستخدمت هذه الطريقة فيما بعد لإنتاج حمض الكبريتيك المركّز على نطاق تجاري بدلاً من الطريقة المستخدمة سابقاً والتي كانت تقوم على إنتاج حمض الكبريتيك في حجرة من الرصاص. إضافة إلى حمض الكبريتيك تُنتج هذه الطريقة ثلاثي أُكسيد الكبريت والزّيت العطري.

## خطوات المعالجة
تتضمّن هذه العملية عدّة مراحل:
1. مفاعلة الكبريت مع غاز الأُوكسجين لتكوين ثنائي أُكسيد الكبريت.
2. تنقية ثنائي أُكسيد الكبريت الناتج في وحدة التنقية.
3. إضافة كمية كبيرة من الأوكسجين إلى ثنائي أكسيد الكبريت بوجود خامس أُكسيد الفاناديوم كعامل مساعد محفّز للتفاعل على درجة حرارة 450 درجة مئوية وتحت 1-2 ضغط جوي.
4. يُضاف ثالث أكسيد الكبريت المُتكوّن إلى حمض الكبريتيك فَينتج الزيت الإيثيري.
5. يُضاف الزيت الإيثيري إلى الماء لينتج حمض الكبريتيك المُركّز جدّاً.

من الضروري تنقية الهواء وثنائي أكسيد الكبريت لتفادي تسمّم العامل المساعد المحفّز ( أي تدمير قدرته على التحفيز )، بعد ذلك يجب غسل الغاز بالماء ومن ثمّ تجفيفه بواسطة حمض الكبريتيك.
و يتم تسخين المزيج الناتج عن طريق التبادل الحراري باستخدام غازات العادم الناتجة من المحوّل الحفّاز وذلك لغايات توفير وحفظ الطاقة.
ـ يتفاعل ثنائي أكسيد الكبريت مع غاز الأكسجين كَالتّالي:
2 SO2(g) + O2(g) ⇌ 2 SO3(g): ΔH = -197 kJ·mol−1
اعتماداً على مبدأ انزياح التوازن ( مبدأ لوشاتيليه )، ينبغي استخدام درجة حرارة قليلة لتحويل التوازن الكيميائي نحو اليمين، وبالتالي زيادة النسبة المئوية للنّواتج، مع ذلك يجب الانتباه فَدرجات الحرارة المنخفضة جدّاً تؤدّي لانخفاض معدّل الإنتاج إلى مستوى لا يمكن الاستفادة منه تجاريّاً.
وبالتالي لزيادة سرعة التفاعل وضمان تحويل نسبة كافية ( تزيد عن 95% ) يجب توفير حرارة عالية (450 درجة مئوية)، ضغط متوسّط ( 1-2 ضغط جوي )، و خماسي أكسيد الفاناديوم (V2O5).
ـ العامل المساعد المحفّز يستخدم فقط لزيادة سرعة التفاعل وليس له أي تأثيرعلى التوازن الديناميكي الحراري.
تتضمّن آليّة عمل العامل المحفّز المساعد خطوتين:
1ـ أكسدة ثنائي أكسيد الكبريت (SO2 ) إلى ثلاثي أكسيد الكبريت (SO3 ) بوجود V5+:
2SO2 + 4V5+ + 2O2− → 2SO3 + 4V4+
2ـ أكسدة  4+ليعود إلى V5+ بوجود غاز الأوكسجين ( إعادة تكوين الحافز ):
4V4+ + O2 → 4V5+ + 2O2−
يتم تمرير ثلاثي أكسيد الكبريت عبر المُبادل الحراري ويُذوّب في حمض الكبريتيك المركّز في برج الامتصاص ليُعطي الزيت الإيثيري.
H2SO4 (l) + SO3 (g) → H2S2O7 (l)
ملاحظة: إذابة ثلاثي أكسيد الكبريت مباشرة في الماء غير مناسب عمليّاً بسبب طبيعة هذا التفاعل القوي الطارد للحرارة، وما سينتج هو بخار حامضي أو ضبابي بدلاُ من السائل.
ـ يتفاعل الزيت الإيثيري مع الماء والناتج هو حمض الكبريتيك المركّز:
 H2S2O7 (l) + H2O (l) → 2 H2SO4 (l)

## وحدة التنقية
تحتوي وحدة التنقية على برج إزالة الغبار، أنابيب التبريد، جهاز غسل الغاز، برج التجفيف، جهاز تنقية الزرنيخ، وحجرة للتجريب والاختبار.
يحتوي ثنائي أكسيد الكبريت على العديد من الشوائب والأبخرة و الأغبرة بالإضافة إلى أكسيد الزرنيخ، لذلك يجب تنقيته لمنع تسمُّم العامل المحفّز ( تسمّم أي تدمير القدرة على التحفيز وفقدان الكفاءة ).
في هذه العملية يتم غسل الغاز بالماء وتجفيفه بواسطة حمض الكبريتيك.
في برج إزالة الغبار يتم تعريض غاز ثنائي أُكسيد الكبريت إلى بخار الغاز المسؤول عن إزالة جزيئات الغبار منه ومن ثمّ يتم تبريد الغاز، وإدخال ثنائي أكسيد الكبريت إلى برج الغسيل حيث يتم غسله رشّه بالماء لإزالة الشوائب القابلة للذوبان، وفي برج التجفيف يتم رش الغاز بحمض الكبريتيك لإزالة الرطوبة منه.
في النهاية تتم إزالة أكسيد الزّرنيخ عن طريق تعريض الغاز لهيدروكسيد الحديد الثلاثي.

## الاتصّال المزدوج والامتصاص المزدوج ( DCDA )
الخطوة الّتي تَلي عملية المعالجة المتواصلة هي الاتصال المزدوج والامتصاص المزدوج، في هذه الخطوة يتم تمرير الغازات التي نتجَت ( ثنائي أكسيد الكبريت وثلاثي أكسيد الكبريت ) عَبر برج الامتصاص مرّتين ليتحقّق المزيد من الامتصاص والمزيد من تحويل ثنائي أكسيد الكبريت إلى ثلاثي أكسيد الكبريت وإنتاج غاز الكبريتيك بجودة أعلى.
يتم إدخال الغاز الغنيّ بثنائي أكسيد الكبريت إلى محوّل الحفّاز ( Catalytic converter ) وهو برج ذو حجرات متعددة للحفّاز ليتم تحويله إلى ثلاثي أكسيد الكبريت وبهذا تكون تمّت الخطوة الأولى من عمليّة التحويل. بعد ذلك يتم تمرير الغازات الناتجة من هذه الخطوة (SO2 وSO3 ) عبر أبراج امتصاص وسيطة حيث يتدفّق حمض الكبريتيك إلى الأسفل في أعمدة معبّأة ويتفاعل ثلاثي أكسيد الكبريت مع الماء ممّا يؤدي إلى زيادة تركيزحمض الكبريتيك. على الرغم من مرور ثنائي أكسيد الكبريتيك إلا أنّه غير متفاعل ويخرج من أبراج الامتصاص دون أن يتفاعل.
بعد التبريد الإجباري يتم تمرير تيّار الغاز الحاوي على ثنائي أكسيد الكبريت (SO2 ) عَبر عمود محوّل الحفّاز مرة ثانية ليتم تحويل ما يصل إلى 99,8% من ثنائي أكسيد الكبريت إلى ثلاثي أكسيد الكبريت، ومن ثمّ تمرّر الغازات مرّة أخرى عبر عمود الامتصاص النهائي مما يساعد على تحقيق كفاءة تحويل عالية لثنائي أكسيد الكبريت وإنتاج تراكيز عالية عالية من حمض الكبريتيك.
كفاءة التحويل والامتصاص في عملية الإنتاج الصناعي لحمض الكبريتيك تعتمد على التحكّم الصحيح بدرجات الحرارة ومعدّلات تدفُّق الغاز.